# Filbert
Filbert es una área no incorporada ubicada del condado de York en el estado estadounidense de Carolina del Sur, anteriormente incorporado como municipio de los Estados Unidos. Filbert fue desincorporado y adjunto sobre todo entre el Nueva York y Clover. Las señales de tráfico siguen existiendo para proclamar esta aldea rural, la principal carretera Filbert es United States Highway 321.